# سینما تئاتر
سینما تئاتر عنوان ماه‌نامه‌ای است که از خرداد ۱۳۷۳ منتشر می‌شود. سردبیر این ماه‌نامه حسین فرخی است.